# 丸山タオル
株式会社丸山タオル（まるやまタオル）は、愛媛県今治市に本社を置くタオルメーカー。写真をタオルに挿入する技術を持っていることを知られている。

## 事業所
- 本社 - 愛媛県今治市東鳥生町3丁目1番48号
- 東村第二工場 - 愛媛県今治市東村南1丁目10番17号
- プリント工場 - 愛媛県西条市樋の口字八丁384番地2
- 東京営業所 - 東京都中央区東日本橋3丁目11番5号 丸山タオル東日本橋ビル1階

## 沿革
- 1966年 - 創業。
- 1984年 - 株式会社丸山タオルを設立する。
- 1988年 - 愛媛県今治市東村に工場を開設。
- 2013年 - 東京ショールーム・営業所を開設。

## その他
- 核兵器廃絶を訴えるためにアメリカのバラク・オバマ大統領に「Yes we can」の刺繍が織られたバスタオルを送った。[1]